# Komenského náměstí (Třebíč)
Komenského náměstí je náměstí, které se nachází ve městě Třebíči a leží na východozápadním průtahu silnice I/23 městem. Náměstí je pojmenováno podle Jana Amose Komenského. Na náměstí se kříží silnice I/23 ve směru Telč–Brno se silnicí II/351 vedoucí na sever. Křižovatka je řízena semafory.

## Historie
Komenského náměstí vzniklo v osmdesátých letech 20. století asanací starší zástavby v prostoru ulic Havlíčkova a Hanělova, tedy vybouráním části čtvrti Stařečka i Vnitřního Města, zrušením Prasečího plácku a zakrytím Stařečského potoka. Vznikl tak prostor pro nový průtah městem a autobusové nádraží. Na náměstí rovněž vzniklo nové parkoviště a v prostoru po bývalém třebíčském pivovaru dnes stojí tři obchodní domy, budované současně s okolními pracemi. Architekt Aleš Stuchlík to nazval urbánní genocidou, největším zásahem do struktury města ve 20. století, vzniklý prostor je podle něj prázdno, antiprostor, antimísto, antiměsto.

## Popis
K náměstí přiléhá autobusové nádraží a zastávka MAD s názvem Komenského náměstí. Jižně od náměstí stojí Základní škola T. G. Masaryka.
Na náměstí stojí na hranolovém sloupu kovová plastika „Věda a technika ve službách pokroku a míru“.

## Rekonstrukce
V souvislosti se stavbou nového mostu přes řeku Jihlavu bylo rekonstruováno i Komenského náměstí – bylo na ploše 2000 m2 nově betonově předlážděno, na 820 m2 kamennou dlažbou a 500 m2 získalo nový asfaltový povrch. Byly instalovány odpočinkové zóny s lavičkami, nové semafory a místo dosavadních dvou stánků jedna nová unimobuňka s rychlým občerstvením. Slavnostně otevřeno bylo 22. prosince 2016. Za rekonstrukci náměstí město Třebíč zaplatilo celkem 10,5 milionu korun. Dle jiných zdrojů pak stavba stála celkem 12,5 milionu korun, kdy na 6 milionů korun získalo město dodatečně dotace z programu Bezbariérové trasy.
Podle Ing. arch. Aleše Stuchlíka provedená úprava náměstí nic zásadního nevyřešila, ale ani nevratně nepokazila. Šedou betonovou dlažbu nahradila šedá betonová dlažba, šířka chodníků i umístění přechodů jsou plně podřízeny preferované automobilové dopravě, volnému pohybu po náměstí brání nová zábradlí z historizujících řetězů. Zastávkové zálivy byly prodlouženy na dva vozy. Po rekonstrukci na ploše náměstí vznikly tzv. záhonky s oblázky, kdy ty nahradily keře a zeleň. To bylo kritizováno a tak do konce roku 2017 tyto záhony budou nahrazeny keřovou výsadbou. Stejně tak dojde k úpravám zeleně v blízkém okolí.
Na jaře roku 2018 vznikne na místě současného parkoviště na Komenského náměstí tzv. inteligentní parkoviště, to se vyznačuje tím, že každé parkovací místo bude mít své identifikační číslo a označení LED světlem s proměnnou barvou, která bude signalizovat, zda je místo volné, rezervované či obsazené a zda automobil na místě má zaplacené parkování. Při příjezdech do města bude zobrazeno, kolik je volných parkovacích míst. Parkovací místa bude možné rezervovat pomocí mobilního telefonu a případně pak platit přímo na místě na tzv. parkovacím totemu. Parkoviště bude investicí za cca 2 miliony korun. Na parkovišti bude také umístěna dobíjecí stanice pro elektromobily. Parkoviště je součást konceptu SmartCities. Do konce května 2018 byla na náměstí vystavěna dobíjecí stanice pro elektromobily, vybudovala ji společnost e.ON. Stavba byla dokončena v červenci, její součástí je nabíjecí stanice ABB Terra 53 CJG a působí na dvou parkovacích místech. Od roku 2019 bude zavedena rychlá kontrola parkovacích míst a zaplacenosti, kdy se bude zadávat číslo parkovacího místa, kdy tak dojde k provázání zaplacené částky a parkovacího místa. V případě uplynutí zaplacené doby bude informována městská policie, kdy nebude muset kontrolovat parkovací lístky. Senzory pro kontrolu obsazenosti parkovacího místa jsou zabudovány 8 cm pod asfaltovým povrchem parkoviště. Od května 2019 je nutné při placení parkování uvést číslo parkovacího místa, na kterém vůz stojí. Parkování lze platit i pomocí aplikace pro chytré telefony. V zimě by parkoviště mělo být neustále udržováno, aby se zachovala čitelnost čísel parkovacích míst.
Celkové náklady na stavbu chytrého parkoviště, které bude informovat o zaplněnosti byly 1,8 milionu korun. Informační cedule budou umístěny při vjezdu na parkoviště a na průtahu městem Třebíč. Parkoviště bylo znovu otevřeno 6. listopadu 2018. Informace budou poskytovány formou otevřených dat. V červnu 2021 bylo oznámeno, že město hledá nového dodavatele chytré parkovací aplikace, neboť předchozí přestal poskytovat technickou podporu. Nový dodavatel by měl nabídnout otevřenější řešení, které by se dalo použít i pro další chytrá parkoviště ve městě a mělo by nabídnout přístup do záznamů i pro městskou policii.
V roce 2017 v rámci rekonstrukce byla také opravena kovová plastika Rozvoj vědy a techniky, opraven byl i kamenný podstavec.